# Laranjeiras (Banabuiú)
Laranjeiras é um distrito localizado na zona leste do município de Banabuiú, no estado brasileiro do Ceará. Não há documentação que comprove a data de sua criação, mas o distrito é mais antigo do que o próprio município do qual faz parte. Antigamente, chamava-de Alto do Bode,  passando a ser nomeado Laranjeiras em 1852, com a construção da Igreja São Sebastião.
Atualmente, é administrado pela prefeitura de Banabuiú. Está localizado a sete quilômetros à leste da Praça 25 de Janeiro, no centro de Banabuiú, através da CE-266/CE-368. 

No distrito de Laranjeiras está localizado a Igreja de São Sebastião, construída no século XIX, no ano de 1852, considerada uma das mais antigas do estado do Ceará, pertence a matriz de Banabuiú, da Diocese de Quixadá. É cartão postal juntamente com a festa de São Sebastião e o rio Banabuiú.